# 1997 GW29
1997 GW29 är en asteroid i huvudbältet som upptäcktes den 2 april 1997 av Beijing Schmidt CCD Asteroid Program vid Xinglong-observatoriet.
Den tillhör asteroidgruppen Eos.